# Forpus xanthopterygius
Forpus xanthopterygius е вид птица от семейство Папагалови (Psittacidae).

## Разпространение
Видът е разпространен в Аржентина, Боливия, Бразилия, Еквадор, Парагвай и Перу.